# Municipio de Hutton Valley
El municipio de Hutton Valley (en inglés: Hutton Valley Township) es un municipio ubicado en el condado de Howell en el estado estadounidense de Misuri. En el año 2010 tenía una población de 1094 habitantes y una densidad poblacional de 7,67 personas por km².

## Geografía
El municipio de Hutton Valley se encuentra ubicado en las coordenadas 36°57′34″N 91°50′56″O / 36.95944, -91.84889. Según la Oficina del Censo de los Estados Unidos, el municipio tiene una superficie total de 142.69 km², de la cual 142,62 km² corresponden a tierra firme y (0,05 %) 0,07 km² es agua.

## Demografía
Según el censo de 2010, había 1094 personas residiendo en el municipio de Hutton Valley. La densidad de población era de 7,67 hab./km². De los 1094 habitantes, el municipio de Hutton Valley estaba compuesto por el 96,44 % blancos, el 0,37 % eran afroamericanos, el 1,28 % eran amerindios, el 0,18 % eran asiáticos, el 0,09 % eran de otras razas y el 1,65 % eran de una mezcla de razas. Del total de la población el 1,28 % eran hispanos o latinos de cualquier raza.